# 千賀由紀子
千賀 由紀子（せんが ゆきこ、1972年3月10日 - ）は、日本の女優。株式会社CRG（クリエイティブ・ガーディアン）所属。兵庫県芦屋市出身。

## 人物
2001年4月劇団AUN入団。AUN（吉田鋼太郎主催）旗揚げよりすべての作品に参加。主にシェークスピアを上演。劇団の他に外部公演にも参加。

## 出演

### テレビドラマ
- 日曜劇場「ナポレオンの村」（2015年、TBS） - レギュラー 安藤黎役
- 木曜ドラマ「グッドパートナー 無敵の弁護士」第6話（2016年、テレビ朝日） - 根岸三佐江役
- おっさんのパンツがなんだっていいじゃないか! 第9話（2024年3月2日、東海テレビ） - 室田三津絵 役

### 映画
- とりつくしま（2024年3月30日）[2]

### 舞台
- 『新宿八犬伝第5巻』作・演出：川村毅（2010年）
- 『エンジェルスインアメリカ』Ⅰ部Ⅱ部　tpt公演　演出：門井均（2013年）
- 『ウォストウォーター』tpt公演　演出：門井均（2014年）
- 『溶ける記憶』劇26・25団公演　作・演出：杉田鮎味（2014年）
- 『わたしを、褒めて』作・演出：高羽彩（2015年）
- 『ヘッダ・ガブラー』ハツビロコウ #17 作：ヘンリック・イプセン、演出：松本光生（2024年）[3]
- 『幽霊』ハツビロコウ #18 作：ヘンリック・イプセン、演出：松本光生（2025年）[4]